# 広域電鉄
広域電鉄（こういきでんてつ）は、大韓民国において特定の鉄道路線を指す呼称。事業者名ではない。法律による呼称と韓国鉄道公社による呼称の2通りの意味合いがある。

## 意味

### 法律による呼称
法律上の広域電鉄は、「大都市圏広域交通管理に関する特別法」（略称：大広法）によって指定された鉄道路線を意味する。
新規に建設される（狭義の）広域鉄道に指定された場合、経由する地方自治団体（地方自治体）が25%の事業費を負担しなければならない。大広法が制定される以前は、自治体はほとんど事業費を負担せず、国がその大部分を負担した。大広法での広域電鉄の概念は恩恵を受ける自治体にも事業費の負担を法律上強制することになった。
広域電鉄は都市鉄道に対する概念として、2個以上の都市を連結し、通勤目的で運行される鉄道を意味する（都市鉄道は主に1個の都市だけを運行する）。このときには広域鉄道とも呼ぶ。ソウル特別市およびその周辺では首都圏電鉄がある。

### 韓国鉄道公社の「広域電鉄」
広域電鉄はまた、首都圏電鉄のうち韓国鉄道公社が運営する区間の総称でもある。韓国鉄道公社は2005年1月から広域電鉄の呼称を用い始め、路線図などに記載している。